# Fäktning vid olympiska sommarspelen 2024
Fäktning vid olympiska sommarspelen 2024 arrangerades mellan 27 juli och 4 augusti 2024 i Grand Palais i Paris i Frankrike. Sex tävlingar för damer och sex tävlingar för herrar i disciplinerna sabel, florett och värja fanns på programmet.

## Medaljörer
| Damer                            | Guld                                                                   | Silver                                                                                          | Brons                                                                                     |
| Florett Detaljer...              | Lee Kiefer USA                                                         | Lauren Scruggs USA                                                                              | Eleanor Harvey Kanada                                                                     |
| Lagtävling i florett Detaljer... | USA Jacqueline Dubrovich Lee Kiefer Lauren Scruggs Maia Weintraub      | Italien Arianna Errigo Martina Favaretto Alice Volpi Francesca Palumbo                          | Japan Sera Azuma Yuka Ueno Karin Miyawaki Komaki Kikuchi                                  |
| Sabel Detaljer...                | Manon Brunet Frankrike                                                 | Sara Balzer Frankrike                                                                           | Olha Charlan Ukraina                                                                      |
| Lagtävling i sabel Detaljer...   | Ukraina Julija Bakastova Alina Komasjtjuk Olha Charlan Olena Kravatska | Sydkorea Choi Se-bin Jeon Ha-young Jeon Eun-hye Yoon Ji-su                                      | Japan Risa Takashima Seri Ozaki Misaki Emura Shihomi Fukushima                            |
| Värja Detaljer...                | Vivian Kong Hongkong                                                   | Auriane Mallo-Breton Frankrike                                                                  | Eszter Muhari Ungern                                                                      |
| Lagtävling i värja Detaljer...   | Italien Rossella Fiamingo Mara Navarria Giulia Rizzi Alberta Santuccio | Frankrike Marie-Florence Candassamy Alexandra Louis-Marie Auriane Mallo-Breton Coraline Vitalis | Polen Aleksandra Jarecka Alicja Klasik Renata Knapik-Miazga Martyna Swatowska-Wenglarczyk |

| Herrar                           | Guld                                                                | Silver                                                                 | Brons                                                                            |
| Florett Detaljer...              | Cheung Ka Long Hongkong                                             | Filippo Macchi Italien                                                 | Nick Itkin USA                                                                   |
| Lagtävling i florett Detaljer... | Japan Kyosuke Matsuyama Takahiro Shikine Kazuki Iimura Yudai Nagano | Italien Guillaume Bianchi Filippo Macchi Tommaso Marini Alessio Foconi | Frankrike Maximilien Chastanet Maxime Pauty Enzo Lefort Julien Mertine           |
| Sabel Detaljer...                | Oh Sang-uk Sydkorea                                                 | Farès Ferjani Tunisien                                                 | Luigi Samele Italien                                                             |
| Lagtävling i sabel Detaljer...   | Sydkorea Gu Bon-gil Oh Sang-uk Park Sang-won Do Gyeong-dong         | Ungern Csanád Gémesi András Szatmári Áron Szilágyi Krisztián Rabb      | Frankrike Sébastien Patrice Maxime Pianfetti Boladé Apithy Jean-Philippe Patrice |
| Värja Detaljer...                | Koki Kano Japan                                                     | Yannick Borel Frankrike                                                | Mohamed El-Sayed Egypten                                                         |
| Lagtävling i värja Detaljer...   | Ungern Máté Tamás Koch Tibor Andrásfi Gergely Siklósi Dávid Nagy    | Japan Akira Komata Koki Kano Masaru Yamada Kazuyasu Minobe             | Tjeckien Jiří Beran Jakub Jurka Martin Rubeš Michal Čupr                         |

Denna tabell: visa • redigera

## Medaljtabell
*   Värdland ( Frankrike)
| Nr                   | Nation               | Guld | Silver | Brons | Totalt |
| -------------------- | -------------------- | ---- | ------ | ----- | ------ |
| 1                    | Japan                | 2    | 1      | 2     | 5      |
| 2                    | USA                  | 2    | 1      | 1     | 4      |
| 3                    | Sydkorea             | 2    | 1      | 0     | 3      |
| 4                    | Hongkong             | 2    | 0      | 0     | 2      |
| 5                    | Frankrike*           | 1    | 4      | 2     | 7      |
| 6                    | Italien              | 1    | 3      | 1     | 5      |
| 7                    | Ungern               | 1    | 1      | 1     | 3      |
| 8                    | Ukraina              | 1    | 0      | 1     | 2      |
| 9                    | Tunisien             | 0    | 1      | 0     | 1      |
| 10                   | Polen                | 0    | 0      | 1     | 1      |
| 10                   | Tjeckien             | 0    | 0      | 1     | 1      |
| 10                   | Kanada               | 0    | 0      | 1     | 1      |
| 10                   | Egypten              | 0    | 0      | 1     | 1      |
| Totalt (13 nationer) | Totalt (13 nationer) | 12   | 12     | 12    | 36     |